# Maing
 Maing  là một xã ở tỉnh Nord ở miền bắc nước Pháp. Xã này có diện tích 11,68 km², dân số năm 1999 là 3845 người. Xã nằm ở khu vực có độ cao trung bình 80 mét trên mực nước biển. 

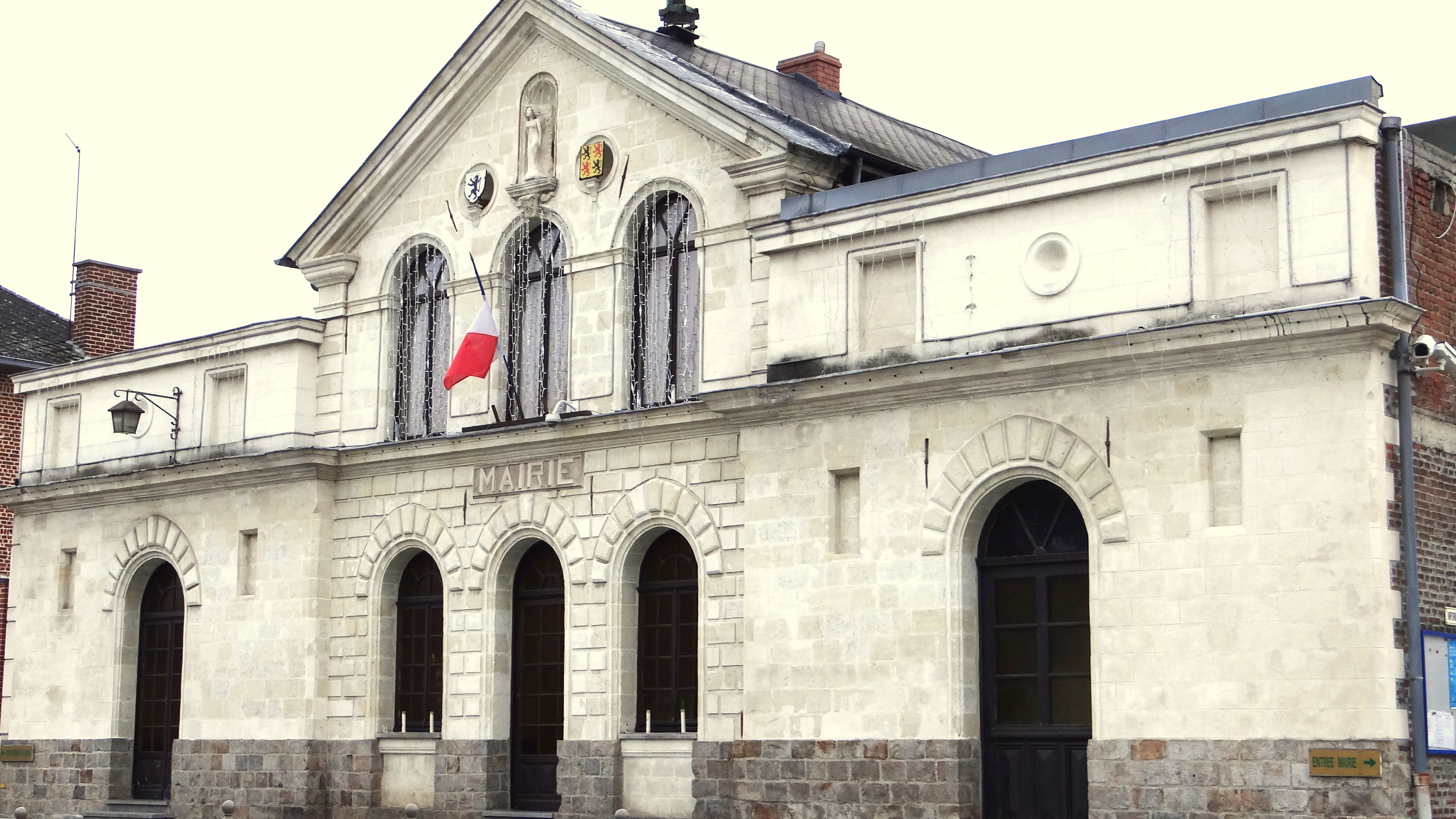
La Mairie